# Härlanda fängelse

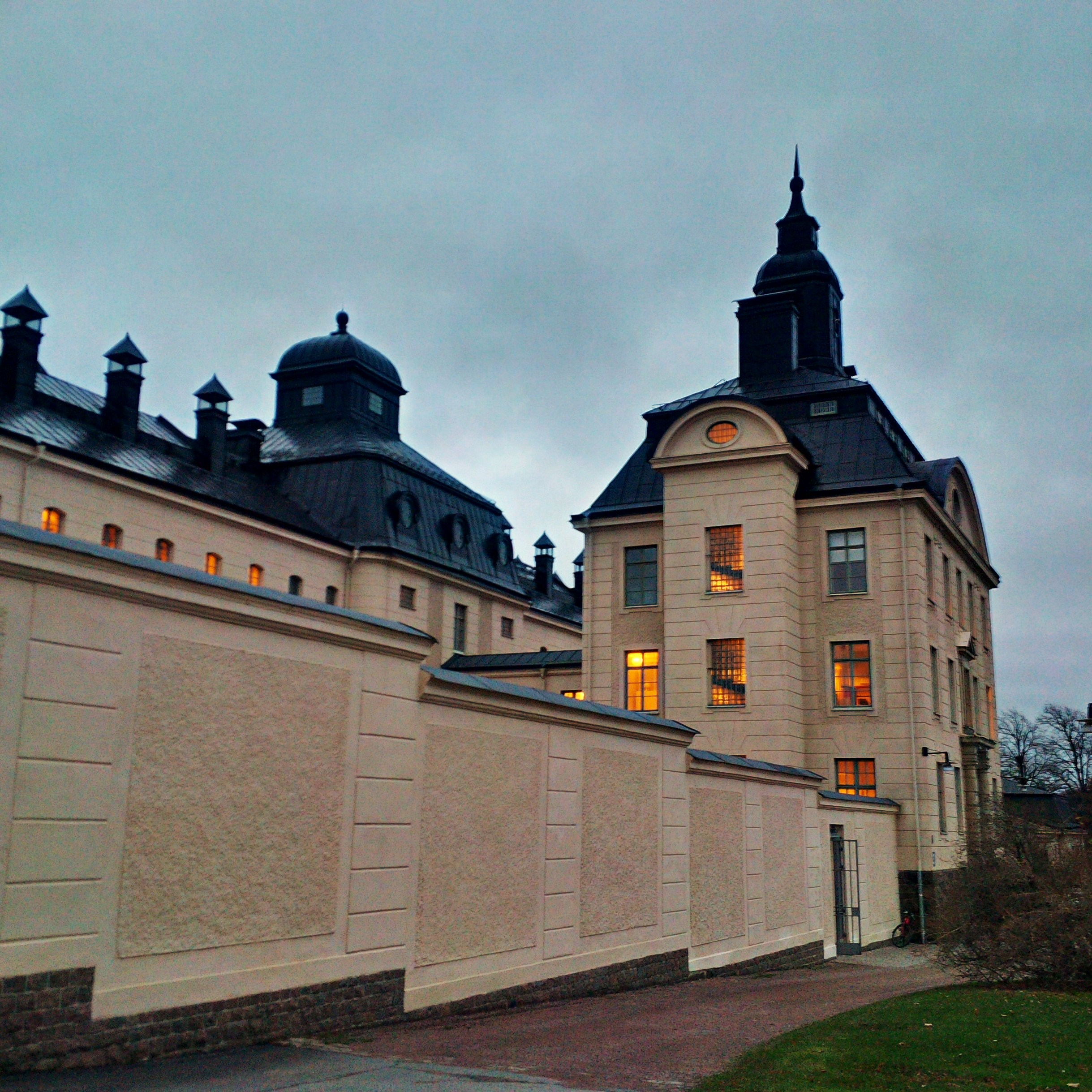
Härlanda fängelse.

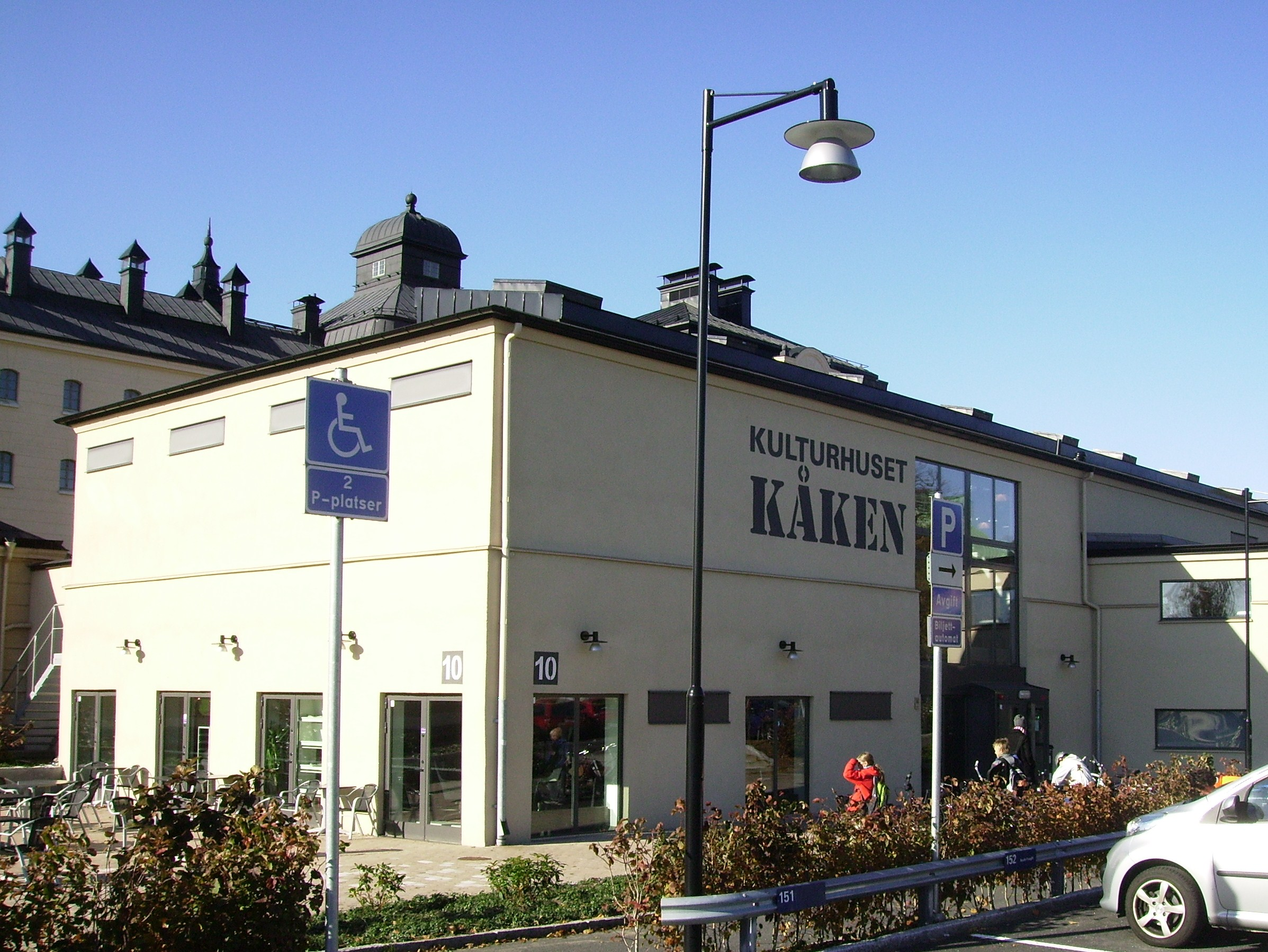
Kulturhuset Kåkens huvudingång.

Härlanda fängelse, ursprungligen Centralfängelset Härlanda, var ett fängelse i stadsdelen Kålltorp i östra Göteborg 1907–97. Arkitekt var hovintendent Gustaf Lindgren och byggmästare var F O Peterson & Söner. Fängelseområdet har från 20 januari 2011 namnet Härlanda park. Det tidigare fängelset är byggnadsminne sedan 24 juni 1993.

## Bakgrund
Fängelset, som det tog tre år att uppföra, är byggt efter en 1800-talsmodell och konstruktionen känns igen från de kaliforniska fängelserna San Quentin och Alcatraz, med öppna plan mellan våningarna som lätt kunde övervakas. I början fanns 170 intagna och som mest (under 1950-talet) satt det över 300 personer där, då det även fungerade som häkte. 
En av de mer kända Härlandafångarna, författaren Lasse Strömstedt, har berättat om de dåliga hygieniska förhållandena när han satt på anstalten på 1960-talet. Beryktade är de pottskåp som fanns i cellerna, liksom på andra anstalter, och som användes fram till fängelsets nedläggning. Fängelset fick vattentoaletter 1927. Historierna är många om den nästan rituella tömningen av pottorna, det så kallade "pott-racet". Pottskåpen är anledningen till de många små ventilskorstenarna – från varje skåp går en ventil upp genom taket. Härlanda häkte nämns i Nationalteaterns låt Spisa och en del scener från Peter Birros tv-serie Upp till kamp är inspelade vid Härlanda fängelse.
Fängelset är K-märkt – senare byggnadsminne – och har därför inte förändrats nämnvärt. Gallren för fönstren sitter kvar på många ställen.
Under hösten 2007 invigdes Kulturhuset Kåken i det tidigare fängelsesnickeriet. Ombyggnaden ritades av Liljewall arkitekter. Hit flyttade Härlanda/Örgryte bibliotek, som utgjorde en sammanslagning av Redbergslids och Munkebäcks bibliotek.  
Här finns även en fotbollsanläggningen Härlanda Park för Qviding FIF med två 11-manna konstgräsplaner, en 7-manna grusplan, ett klubbhus och en mindre läktare mellan huvudbyggnaden och Ängsvaktaregatan.

## Historia
Innan Härlanda centralfängelse stod klart 1907, fanns fångarna i Länscellfängelset vid Lilla Bommen. Men fängelset var kallt och dragigt, och många insjuknade eller dog i lunginflammation. Under våren 1907 blev det nya fängelset i Härlanda klart, varpå ett 70-tal fångar överflyttades dit. Själva byggnaden har en grundplan i form av ett kors, där flyglarna med bostadsceller gick på tvären över det längsgående skeppet. Byggnaden uppfördes i tre våningar, hade status av centralfängelse och var ett av de större i landet med sina 175 celler. Den första anstaltschefen var Fredrik L. Almén, fram till 1924, därefter C.G. Reuterswärd, en tidigare officer, till 1933. Åren 1947 till 1974 inrymdes här en rättspsykiatrisk klinik. Som personalbostäder uppfördes 1912 fem mindre byggnader inne på fängelseområdet. 
Göteborgs Handels- och Sjöfartstidning skriver den 6 maj 1907 om det nya fängelset: "Denna byggnad är uppförd i två våningar på en sockelmur som rymmer en fullständig bottenvåning. Genom norra gafveln af byggnaden kommer man utför en trappa på några få steg ned i denna bottenvåning. Här inrymmas arbetsceller för snickare och målare. De äro tilltagna i ganska försvarliga mått. En trappa upp — i byggnadens första våning alltså — ligga längs den stora korridoren cellerna för fångar. Genom skjutbara väggar är hela byggnaden delad på tvären i två olika stora hälfter. I den södra är det egentliga straffängelset inrymt, i den norra ransakningsfängelse och celler för bötesfångar.-- På ekonomibyggnadens vind finnes skolsal så inrättad att ett antal fångar samtidigt kunna vistas där och åtnjuta undervisning utan att kunna se eller kommunicera med hvarandra."
I mars 1997 släpptes den sista fången ut från anstalten och därmed var epoken Härlanda fängelse slut.